# Pintura del Trecento

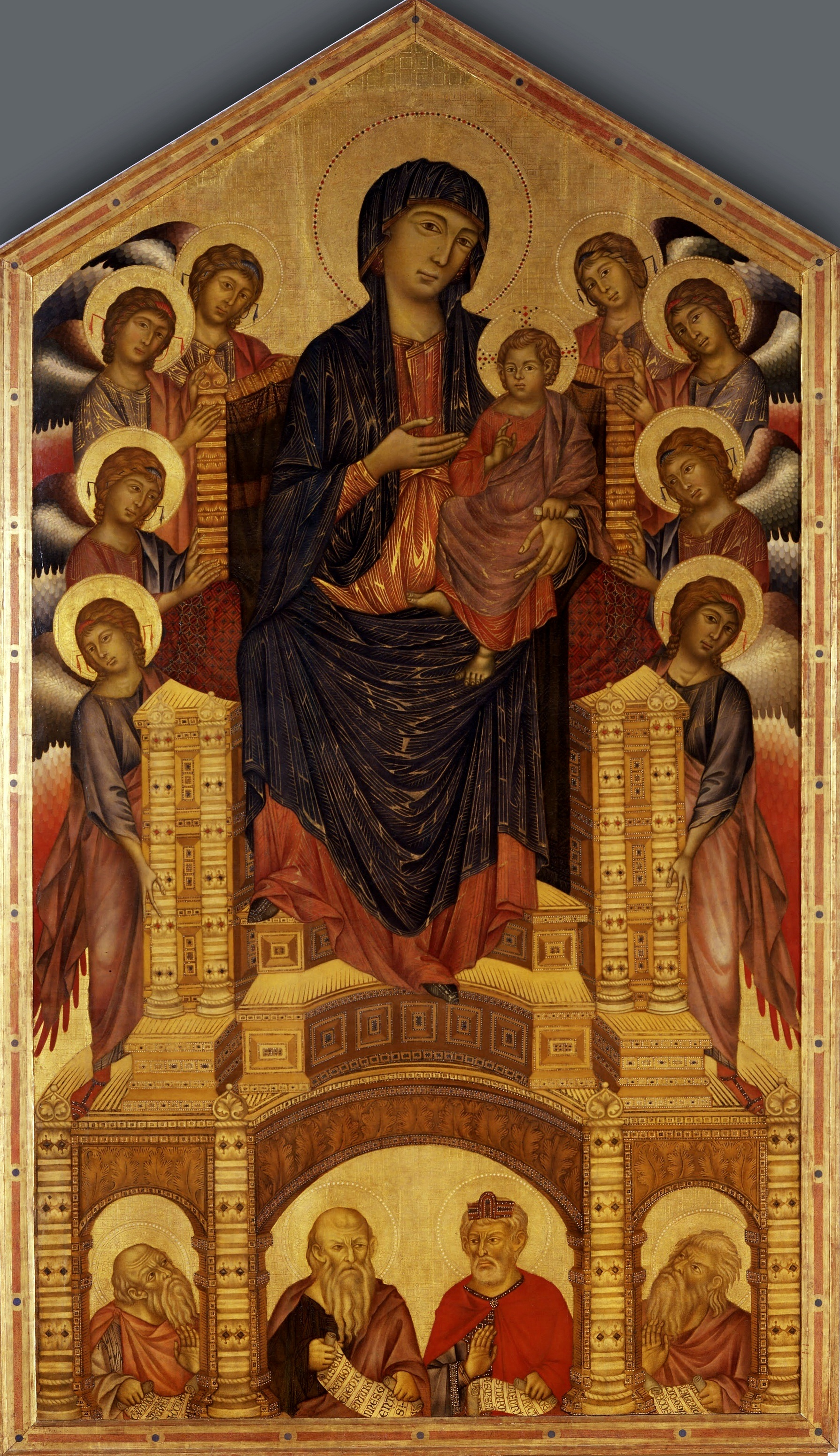
Cenni di Pepo, llamado Cimabue. MADONA IN MAESTA. Témpera sobre tabla. Hacia 1286. Iglesia de la Trinità, actualmente en la Galleria degli Uffizi, Florencia.

Se ha dicho que la pintura gótica tiene su espacio propio en los grandes vitrales de las catedrales y en las miniaturas polícromas de los libros ilustrados. Este predominio de la vidriera tuvo su excepción en Italia, donde la tradición muralista no se había interrumpido desde la Antigüedad clásica y la pintura subsistió en los muros de las iglesias y en las capillas laterales, en los retablos y en las tablas pintadas que forman los frontales o los laterales de los altares.
La Arquitectura gótica tuvo su peculiar estilo en Italia, muy diferente del gótico francés, donde los franciscanos y los dominicos impulsaron la forma de construir de las iglesias del Cister, caracterizada por la nave como recinto o lugar principal de la iglesia, por el cambio en las proporciones a favor de la anchura o por la restitución de los muros que se impuso en las iglesias toscanas de Santa Maria la Novella (1278) de Florencia o de Santa Maria sopra Minerva de Roma y en las Iglesias Superior e Inferior de Asís, culminando en la iglesia de la Santa Croce (1294) de Florencia, donde el arquitecto Arnolfo di Cambio volvió al techo artesonado basilical, abandonando la bóveda gótica.
A mediados del siglo XIV, Italia fue devastada por una epidemia de peste bubónica. Tal como si se tratase de una alegoría sombría de la devastación, las pinturas al fresco del Campo Santo de Pisa marcan el crepúsculo de la gran pintura italiana del trecento. La heréncia de Giotto y Martini que había suscitado la mayor renovación pictórica de toda la Historia de la pintura, no se reencontrará en Italia hasta un siglo más tarde, cuando el genio del arquitecto Brunelleschi, juntamente con los pintores Masaccio y Piero della Francesca o del escultor Donatello, eleven los destinos del Arte hasta el Renacimiento.
Los principales capítulos de la Pintura del Trecento son dos:
- La escuela florentina
- La escuela sienesa